# Pityosporites
Genre
Pityosporites est un genre fossile de plantes de la famille des Pinaceae, découvert dans les gisements fossiles de pollens.

## Description
Il s'agit de microfossiles connus seulement à partir de pollens. Ce genre a été proposé par Albert Charles Seward pour les microspores pourvues d'ailes semblables à celles du genre Pinus (les Pins). P. westphalensis est décrite comme produisant des grains non associés à des fructifications mâles ou à des sporanges. D'un point de vue morphologique, le genre peut être rattaché aux Conifères, ce qui indique l'existence, à la fin du Carbonifère, d'un groupe de conifères qui étaient très probablement les premiers représentants des Abietineae. Une relation avec une autre famille, les Podocarpineae, n'est pas exclue.

## Répartition
Le genre regroupe plus de 200 espèces décrites, les plus anciennes datant du Paléozoïque et les plus récentes du Quaternaire. Des fossiles se trouvent sur tous les continents. Par exemple, l'espèce type Pityosporites antarcticus est décrite de l'Antarctique, Pityosporites ellipticus a été collectée en Australie, et Pityosporites westphalensis, datant du Carbonifère, a été décrite d'un bassin houiller du Pays de Galles.

## Systématique
Ce genre a été décrit en 1914 par le botaniste anglais Albert Charles Seward, pour l'espèce type Pityosporites antarcticus. Une photo des pollens de cette espèce est visible dans son ouvrage Fossil plants.

## Liste des espèces
Selon la Paleobiology Database (27 juin 2022) :
- †Pityosporites nipanica Rao, 1942
- †Pityosporites potoniaei Lakhanpal et al., 1959
- †Pityosporites sewardii Virkki, 1946

Selon la commission de paléobotanique de l'Académie des sciences de Russie :
- †Pityosporites aberrant
- †Pityosporites absolutus
- †Pityosporites acutus
- †Pityosporites aetheus
- †Pityosporites alatipollenites
- †Pityosporites alatus
- †Pityosporites aliformis
- †Pityosporites alvini
- †Pityosporites amplus
- †Pityosporites antarcticus
- †Pityosporites aralicus
- †Pityosporites baileyanus
- †Pityosporites bellhofensis
- †Pityosporites bicornis
- †Pityosporites bitorosus
- †Pityosporites cancellatus
- †Pityosporites cedrisacciformis
- †Pityosporites cedroides
- †Pityosporites cembraeformis
- †Pityosporites chinleana
- †Pityosporites chordiformis
- †Pityosporites choreatus
- †Pityosporites communis
- †Pityosporites constrictus
- †Pityosporites crassimarginatus
- †Pityosporites crassiundulicristatus
- †Pityosporites cretaceus
- †Pityosporites delasaucei
- †Pityosporites devolvens
- †Pityosporites diplox
- †Pityosporites diversae
- †Pityosporites dividus
- †Pityosporites divulgatus
- †Pityosporites doris
- †Pityosporites ellipticus
- †Pityosporites elongatus
- †Pityosporites eremus
- †Pityosporites excelsus
- †Pityosporites expandus
- †Pityosporites foveolatus
- †Pityosporites fusus
- †Pityosporites gamiformis
- †Pityosporites ganjrensis
- †Pityosporites giganteus
- †Pityosporites globosus
- †Pityosporites globulus
- †Pityosporites gondwanensis
- †Pityosporites goraiensis
- †Pityosporites gracilis
- †Pityosporites grandis
- †Pityosporites granulatus
- †Pityosporites hallstattensis
- †Pityosporites haplox
- †Pityosporites haploxylon
- †Pityosporites illustris
- †Pityosporites imperspicuus
- †Pityosporites inclusus
- †Pityosporites indarraensis
- †Pityosporites insignis
- †Pityosporites insularis
- †Pityosporites intermedius
- †Pityosporites jeffreyi
- †Pityosporites johillensis
- †Pityosporites kittanningensis
- †Pityosporites labdacus
- †Pityosporites lataus
- †Pityosporites latisaccatus
- †Pityosporites leschikii
- †Pityosporites levis
- †Pityosporites libellus
- †Pityosporites longicorpus
- †Pityosporites longifoliaformis
- †Pityosporites longus
- †Pityosporites lucidus
- †Pityosporites mackoi
- †Pityosporites macroalatus
- †Pityosporites macroinsignis
- †Pityosporites magnificus
- †Pityosporites major
- †Pityosporites massoniana
- †Pityosporites maximus
- †Pityosporites medius
- †Pityosporites microalatus
- †Pityosporites microaliformis
- †Pityosporites microinsignis
- †Pityosporites microreticulisaccatus
- †Pityosporites micros
- †Pityosporites microsibiricus
- †Pityosporites minus
- †Pityosporites minutus
- †Pityosporites miocaenicus
- †Pityosporites mirabilis
- †Pityosporites morrisonicola
- †Pityosporites multicristatus
- †Pityosporites nanus
- †Pityosporites nectus
- †Pityosporites neomundanus
- †Pityosporites nigracristatus
- †Pityosporites nigraeformis
- †Pityosporites nipanica
- †Pityosporites nucleoparvus
- †Pityosporites oblongo-ellipticus
- †Pityosporites oblongus
- †Pityosporites oldhamensis
- †Pityosporites orientalis
- †Pityosporites ornatus
- †Pityosporites ovatus
- †Pityosporites pacltovae
- †Pityosporites pallidus
- †Pityosporites papilionis
- †Pityosporites parvisaccatus
- †Pityosporites pectinatus
- †Pityosporites pengchiahsuensis
- †Pityosporites peuceformis
- †Pityosporites phaselosaccatus
- †Pityosporites piercei
- †Pityosporites piniformis
- †Pityosporites pinoides
- †Pityosporites pinusoides
- †Pityosporites podocarpoides
- †Pityosporites pomponicus
- †Pityosporites ponderosaeformis
- †Pityosporites potoniei
- †Pityosporites pristinipollinius
- †Pityosporites procerisaccus
- †Pityosporites pseudolabdacus
- †Pityosporites pseudoporates
- †Pityosporites psilatus
- †Pityosporites radialis
- †Pityosporites rarus
- †Pityosporites rectus
- †Pityosporites reticulatus
- †Pityosporites rhaeticus
- †Pityosporites roxburgii
- †Pityosporites ruttneri
- †Pityosporites sakesarensis
- †Pityosporites scabratus
- †Pityosporites scaurus
- †Pityosporites schaubergeri
- †Pityosporites scopulipites
- †Pityosporites sewardii
- †Pityosporites siegburgensis
- †Pityosporites silvestris
- †Pityosporites similis
- †Pityosporites singularis
- †Pityosporites sivakii
- †Pityosporites staplini
- †Pityosporites stephanensis
- †Pityosporites strobipites
- †Pityosporites subtiliexinatus
- †Pityosporites tenuicorpus
- †Pityosporites thunbergiiformis
- †Pityosporites tohokuensis
- †Pityosporites tongshani
- †Pityosporites tortuosus
- †Pityosporites transitus
- †Pityosporites triangulatus
- †Pityosporites us
- †Pityosporites unitatus
- †Pityosporites usitatus
- †Pityosporites vancampoi
- †Pityosporites varimicros
- †Pityosporites verrucatus
- †Pityosporites verruculatus
- †Pityosporites vididuus
- †Pityosporites volatilis
- †Pityosporites vulgaris
- †Pityosporites westphalensis Williams, 1955
- †Pityosporites zaklinskaiana
- †Pityosporites zapfei
- †Pityosporites zonalalatus